# 마이 네임 이즈 벤데타
마이 네임 이즈 벤데타(Il mio nome è vendetta)는 이탈리아에서 제작된 코시모 고메즈 감독의 2022년 액션, 범죄, 드라마, 스릴러 영화이다.

## 출연

### 주연
- 알레산드로 가스만 - 산토 역

### 조연
- 레모 지론
- 마르첼로 마짜렐라
- 알레시오 프라티코
- 진야 딕스 - 잉그리드 역